# Ton of Heart
Ton of Heart är ett musikalbum av Eva Eastwood från 2006.

## Låtlista
| Nr           | Titel                   | Längd |
| ------------ | ----------------------- | ----- |
| 1.           | Come on in              | 3:11  |
| 2.           | Like that no more       | 3:08  |
| 3.           | Pusher                  | 3:13  |
| 4.           | I'll be gone            | 3:19  |
| 5.           | 7th heaven on 5th floor | 3:15  |
| 6.           | Your ton of heart       | 3:44  |
| 7.           | Hudson river            | 3:59  |
| 8.           | No one but me           | 3:25  |
| 9.           | Johannestown            | 5:08  |
| 10.          | Homeward bound bus      | 3:16  |
| 11.          | Between us              | 2:58  |
| 12.          | That much               | 3:42  |
| 13.          | Waste it                | 4:41  |
| 14.          | The riverflow           | 2:08  |
| Total längd: | Total längd:            | 49:13 |